# Зоринська міська рада
Зо́ринська міська́ ра́да — адміністративно-територіальна одиниця та орган місцевого самоврядування в Перевальському районі Луганської області. Адміністративний центр — місто Зоринськ.

## Загальні відомості
Зоринська міська рада утворена в 1963 році.
- Територія ради: 8,68 км²
- Населення ради: 9737 осіб (станом на 2001 рік)
- Територією ради протікає річка Лозова

## Населені пункти
Міській раді підпорядковані населені пункти:
- м. Зоринськ
- смт Байрачки

## Склад ради
Рада складається з 30 депутатів та голови.
- Голова ради: Риков Семен Сергійович
- Секретар ради: Бойко Валентина Василівна

### Керівний склад попередніх скликань
| Прізвище, ім'я, по батькові   | Основні відомості                                                        | Дата обрання | Дата звільнення |
| ----------------------------- | ------------------------------------------------------------------------ | ------------ | --------------- |
| Черкасов Володимир Васильович | Міський голова, 1960 року народження, член Партії регіонів               | 26.03.2006   | 01.10.2007      |
| Козюберда Микола Іванович     | Міський голова, 1961 року народження, член Соціалістичної партії України | 20.03.2008   | 31.10.2010      |
| Риков Семен Сергійович        | Міський голова, 1942 року народження, освіта вища, член Партії регіонів  | 31.10.2010   |                 |

Примітка: таблиця складена за даними сайту Верховної Ради України

### Депутати
За результатами місцевих виборів 2010 року депутатами ради стали:

#### За суб'єктами висування
| Суб'єкт висування                 | Кількість обраних депутатів | %    |
| --------------------------------- | --------------------------- | ---- |
| Партія регіонів                   | 19                          | 63,3 |
| Комуністична партія України       | 5                           | 16,7 |
| Єдиний Центр                      | 3                           | 10   |
| Політична партія «Сильна Україна» | 3                           | 10   |

#### За округами
| № округу                          | Прізвище, ім'я, по батькові       | Дата визнання обраним | Освіта  | Партійна приналежність                  | Відомості про обраного депутата                                                 |
| --------------------------------- | --------------------------------- | --------------------- | ------- | --------------------------------------- | ------------------------------------------------------------------------------- |
| Єдиний Центр                      |                                   |                       |         |                                         |                                                                                 |
| б/м                               | Жданович Олександр Вадимович      | 03.11.2010            | середня | член Єдиного Центру                     | ВВП "Шахта «Ніканор-Нова», гірник очисного забою                                |
| 3                                 | Порохня Валентина Михайлівна      | 03.11.2010            | середня | член Єдиного Центру                     | Машиніст підій-мальних машин, вВП "Шахта"Ніканор-Нова"                          |
| 4                                 | Атаманюк Володимир Михайлович     | 03.11.2010            | вища    | член Єдиного Центру                     | ВВП "Шахта"Ніканор-Нова", гірничий робітник з ремонтугірничих виробок підземний |
| Комуністична партія України       |                                   |                       |         |                                         |                                                                                 |
| б/м                               | Власенко Тетяна Йосифівна         | 03.11.2010            | середня | член Комуністичної партії України       | Луганська дистанція колії «ДП Донецька залізниця», чергова по переїзду          |
| б/м                               | Гузєєв Михайло Федорович          | 03.11.2010            | вища    | член Комуністичної партії України       | пенсіонер                                                                       |
| б/м                               | Саболдаш Лариса Костянтинівна     | 03.11.2010            | вища    | член Комуністичної партії України       | Перевальська обласна психоневрологічна лікарня, сестра — господарка             |
| 1                                 | Демидов Володимир Миколайович     | 03.11.2010            | середня | позапартійний                           | ВВП "Шахта «Ніканор-Нова», гірноробочий підземний                               |
| 6                                 | Кабанов Віктор Михайлович         | 03.11.2010            | вища    | член Комуністичної партії України       | пенсіонер                                                                       |
| Партія регіонів                   |                                   |                       |         |                                         |                                                                                 |
| б/м                               | Демидов Валерій Анатолійович      | 03.11.2010            | середня | член Партії регіонів                    | Шахта «Никанор-Нова», дільниця 2, бригадир                                      |
| б/м                               | Черкасов Володимир Васильович     | 03.11.2010            | вища    | член Партії регіонів                    | Шахта «Никанор-Нова», механік                                                   |
| б/м                               | Бойко Валентина Василівна         | 03.11.2010            | вища    | член Партії регіонів                    | тимчасово не працює                                                             |
| б/м                               | Ложкін Даніїл Леонідович          | 03.11.2010            | вища    | член Партії регіонів                    | Перевальське районне управління юстиції, провідний спеціаліст                   |
| б/м                               | Парфенюк Олександр Євстафійович   | 03.11.2010            | середня | член Партії регіонів                    | інвалід 2 групи ЧАЕС                                                            |
| б/м                               | Шевченко Алла Юріївна             | 03.11.2010            | вища    | член Партії регіонів                    | загальноосвітня школа № 10, вчитель                                             |
| б/м                               | Лазарєва Світлана Володимирівна   | 03.11.2010            | середня | член Партії регіонів                    | Перевальська психоневрологічна лікарня, медична сестра                          |
| б/м                               | Брехунцов Михайло Георгійович     | 03.11.2010            | вища    | член Партії регіонів                    | Шахта «Никанор -Нова», головний механік                                         |
| б/м                               | Черкасов Віктор Васильович        | 03.11.2010            | вища    | член Партії регіонів                    | Шахта «Никанор-Нова», електрослюсар                                             |
| б/м                               | Векслер Ірина Василівна           | 03.11.2010            | вища    | член Партії регіонів                    | Перевальська психоневрологічна лікарня, старша медична сестра                   |
| 2                                 | Недзельський Олександр Едуардович | 03.11.2010            | вища    | член Партії регіонів                    | Електрослюсар підземний, шахта «Никанор-Нова»                                   |
| 5                                 | Дудник Сергій Олександрович       | 03.11.2010            | вища    | член Партії регіонів                    | ВВП "Шахта «Ніканор-Нова», начальник дільниці 1                                 |
| 7                                 | Олійник Надія Леонідівна          | 03.11.2010            | вища    | член Партії регіонів                    | Майстер, зоринські районні електромережі                                        |
| 8                                 | Удовіна Людмила Миколаївна        | 03.11.2010            | вища    | член Партії регіонів                    | пенсіонер                                                                       |
| 9                                 | Бутко Юрій Михайлович             | 25.04.2011            | вища    | член Партії регіонів                    | ВВП "Шахта «Никанор-Нова», механік                                              |
| 11                                | Зощук Віктор Миколайович          | 03.11.2010            | середня | член Партії регіонів                    | Шахта «Фащевська», прохідник                                                    |
| 13                                | Літвіненко Єлизавета Степанівна   | 03.11.2010            | вища    | член Партії регіонів                    | Головний лікар, санаторій-профілакторій «Шахтар»                                |
| 14                                | Шпаченко Віра Бекірівна           | 03.11.2010            | вища    | член Партії регіонів                    | пенсіонер                                                                       |
| 15                                | Шм'ятова Алла Дмитрівна           | 03.11.2010            | вища    | член Партії регіонів                    | тимчасово не працює                                                             |
| Політична партія «Сильна Україна» |                                   |                       |         |                                         |                                                                                 |
| б/м                               | Лисенко Ольга Олександрівна       | 03.11.2010            | вища    | член Політичної партії «Сильна Україна» | Комісарівська виправна колонія № 22, юрисконсульт                               |
| 10                                | Ложкін Леонід Миколайович         | 03.11.2010            | вища    | член Політичної партії «Сильна Україна» | приватне підприємство «Зоренька», директор                                      |
| 12                                | Кострикіна Олена Михайлівна       | 03.11.2010            | вища    | член Політичної партії «Сильна Україна» | Секретар, зоринська міська Рада                                                 |